# Храм святой Елизаветы (Вроцлав)
Храм святой Елизаветы (пол. Bazylika św. Elżbiety we Wrocławiu) — готический костёл во Вроцлаве, Польша. Одно из самых знаковых сооружений Старого города. Ранг храма — базилика минор. Покровительницей базилики является святая Елизавета Венгерская.
В храме находится мавзолей памяти Польского подпольного государства и Армии Крайовой.
С 26 ноября 1947 года — объект культурного наследия Польши.

## История
Храм строился в 1257 году.
В период с 1525 по 1945 год костёл был главной протестантской церковью Вроцлава.
В 1856—1857 годах проводилась реставрация церкви в связи с празднованием ее 600-летнего юбилея. Основные торжества должны были состояться 19 ноября 1857 года, но 29 октября 1857 года во время работ произошла катастрофа: обрушились две колонны южного нефа, а вместе с ними и часть сводов.
Последняя проповедь на немецком языке была произнесена 30 июня 1946 года в память о потере дома.
Некоторое время он служил польской евангелической церкви Аугсбургского исповедания, но в ноябре 1946 года храм был передан католическому военному ординариату, получив статус гарнизонной церкви. 2 июля 1946 года в храме была отслужена первая месса польским римско-католическим священником, подполковником Брониславом Новиком. 
Костёл также служил концертным залом, а его орган использовался во время фестиваля Wratislavia Cantans. Орган сгорел дотла в пожаре 1976 года, который также уничтожил крышу собора и многие элементы декора.
Высота реконструированной башни теперь составляет 91,46 м. На своде на синем или жёлто-голубом фоне нарисован растительный орнамент, расположенный на замковых камнях, лик Христа на замковом камне с северной стороны и красный щит с гербом с южной.